# San Rafael de Laya (Venezuela)
Pour les articles homonymes, voir San Rafael et Laya.
San Rafael de Laya est la capitale de la paroisse civile de San Rafael de Laya de la municipalité de José Félix Ribas dans l'État de Guárico au Venezuela.